# Sillekrog

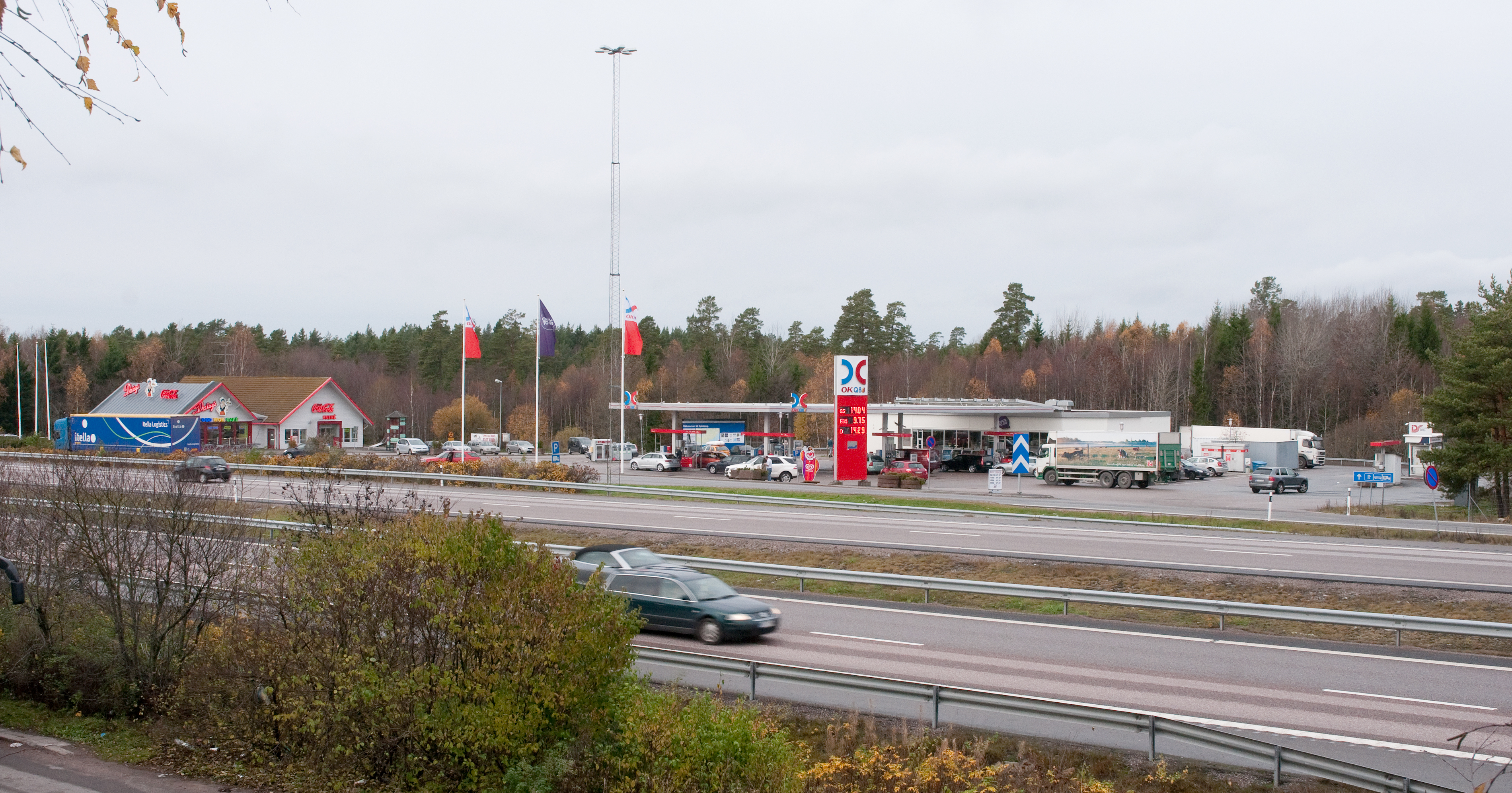
Sillekrog väster.

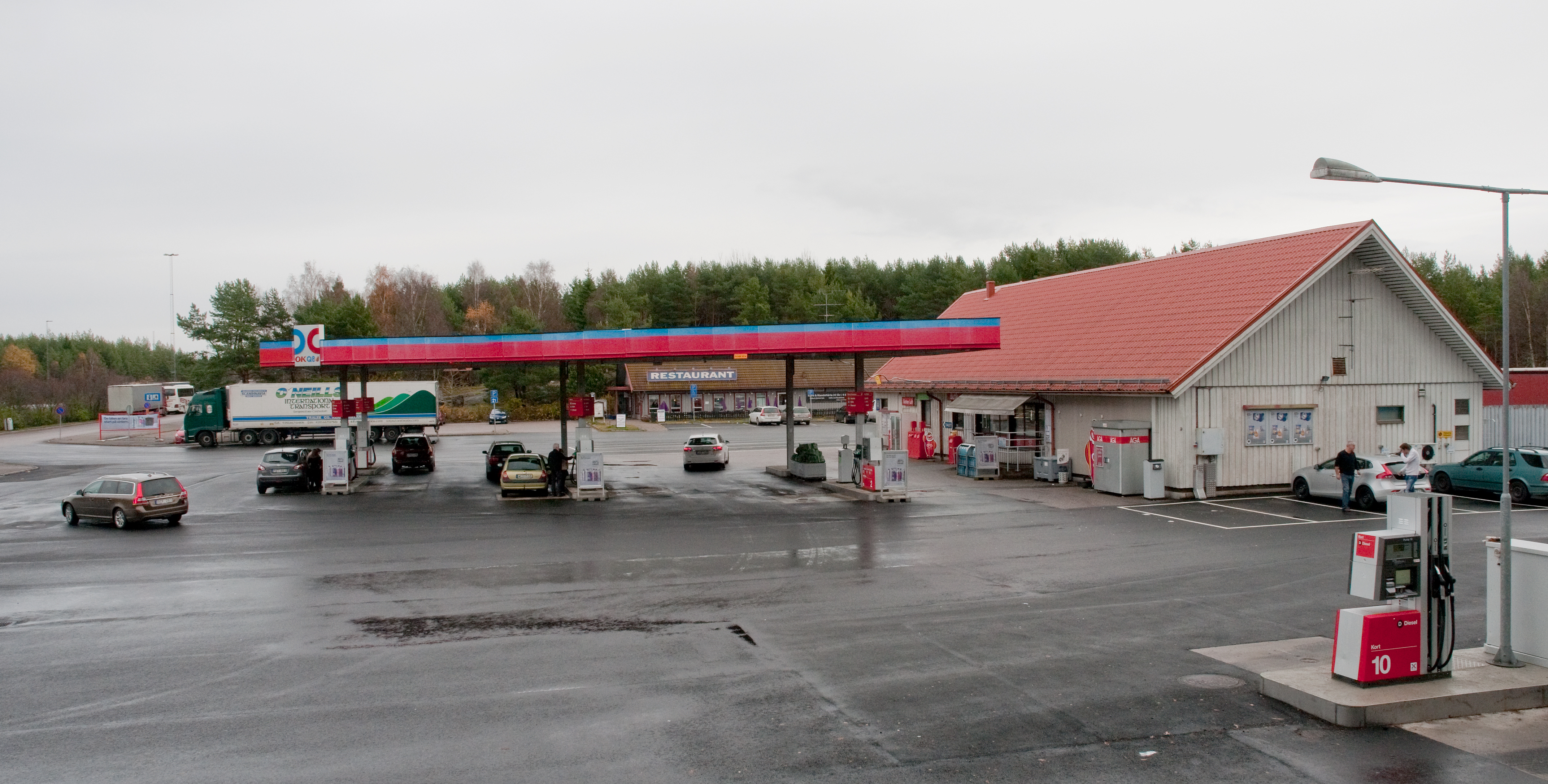
Sillekrog öster.

Sillekrog är en dubbelsidig (dvs på bägge sidor av vägen) rastplats på motorvägen på E4 i Södermanlands län, nära Vagnhärad och sjön Sillen. Nyköping och Södertälje ligger drygt 30 km söderut respektive norrut. På Sillekrog finns en bensinmack (OKQ8) och en hamburgerrestaurang (Daisys).
På norrgående (östra) sidan uppfördes 1999 Sveriges första motorvägskapell. Materialet är återanvänt flerhundraårigt virke från en riven arbetarbostad vid Gärdesta. Konstnären Anita Grede är upphovsman. Hon har även gjort en utsmyckning i form av en stencirkel i anslutning till kapellet. Från kapellet utgår en etapp av Sörmlandsleden.
Sillekrog klassas av Statistiska centralbyrån som ett arbetsplatsområde utanför tätort, med en area om 10 hektar och 10 arbetsställen med totalt upp till 99 anställda. Områdeskoden är A0366.

## Bilder

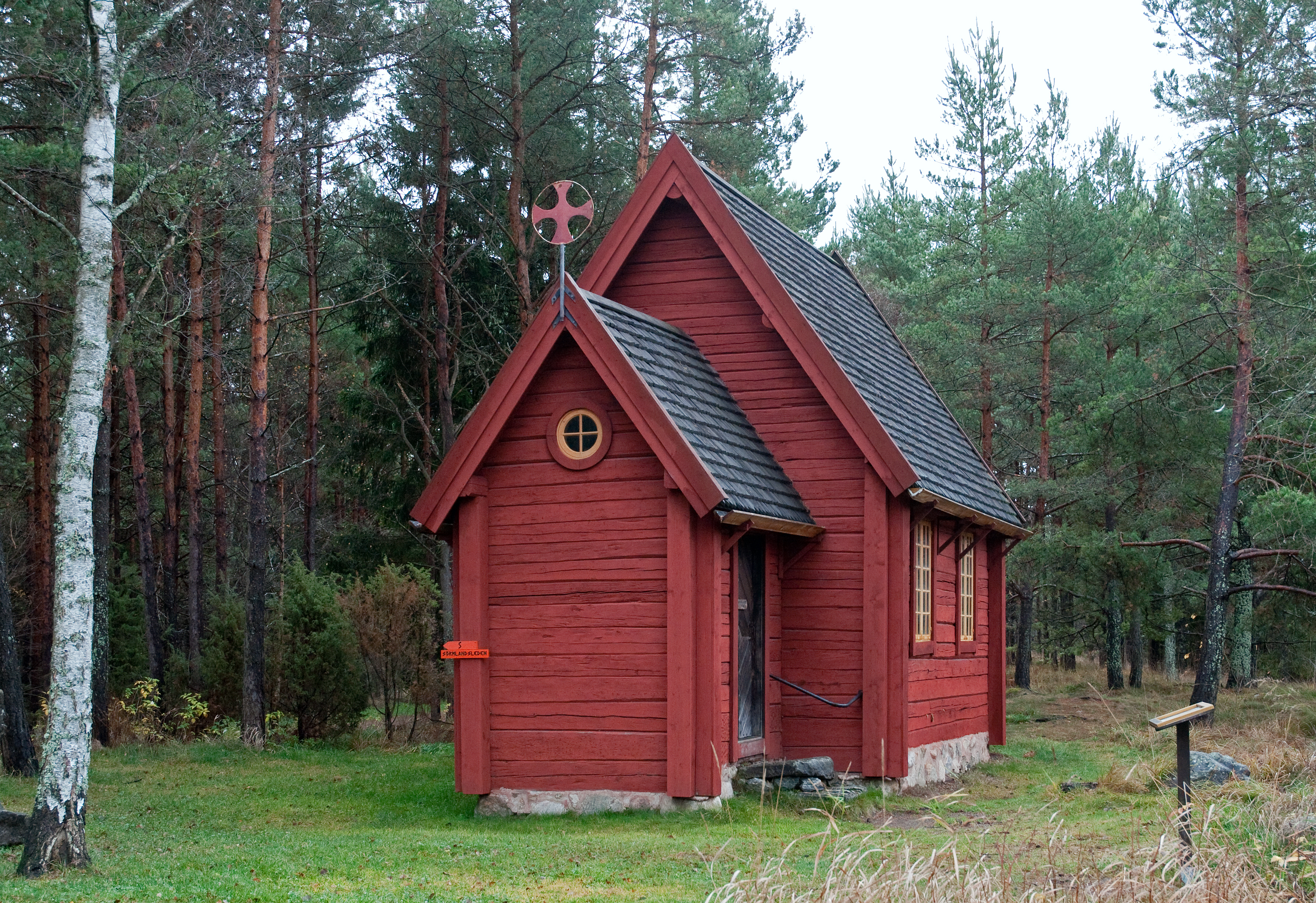
Motorvägskapellet vid Sörmlandsleden.
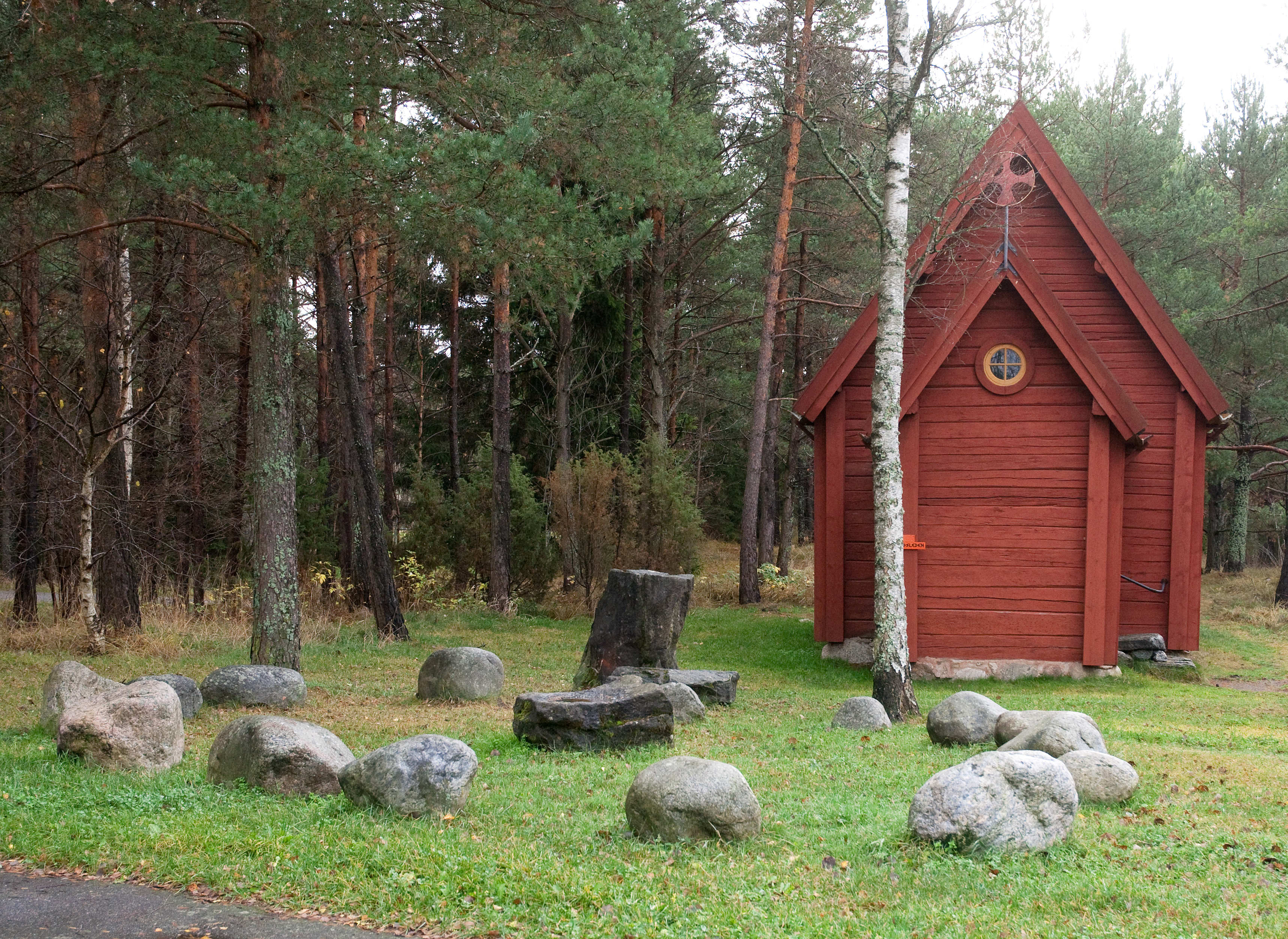
Stencirkel framför kapellet.
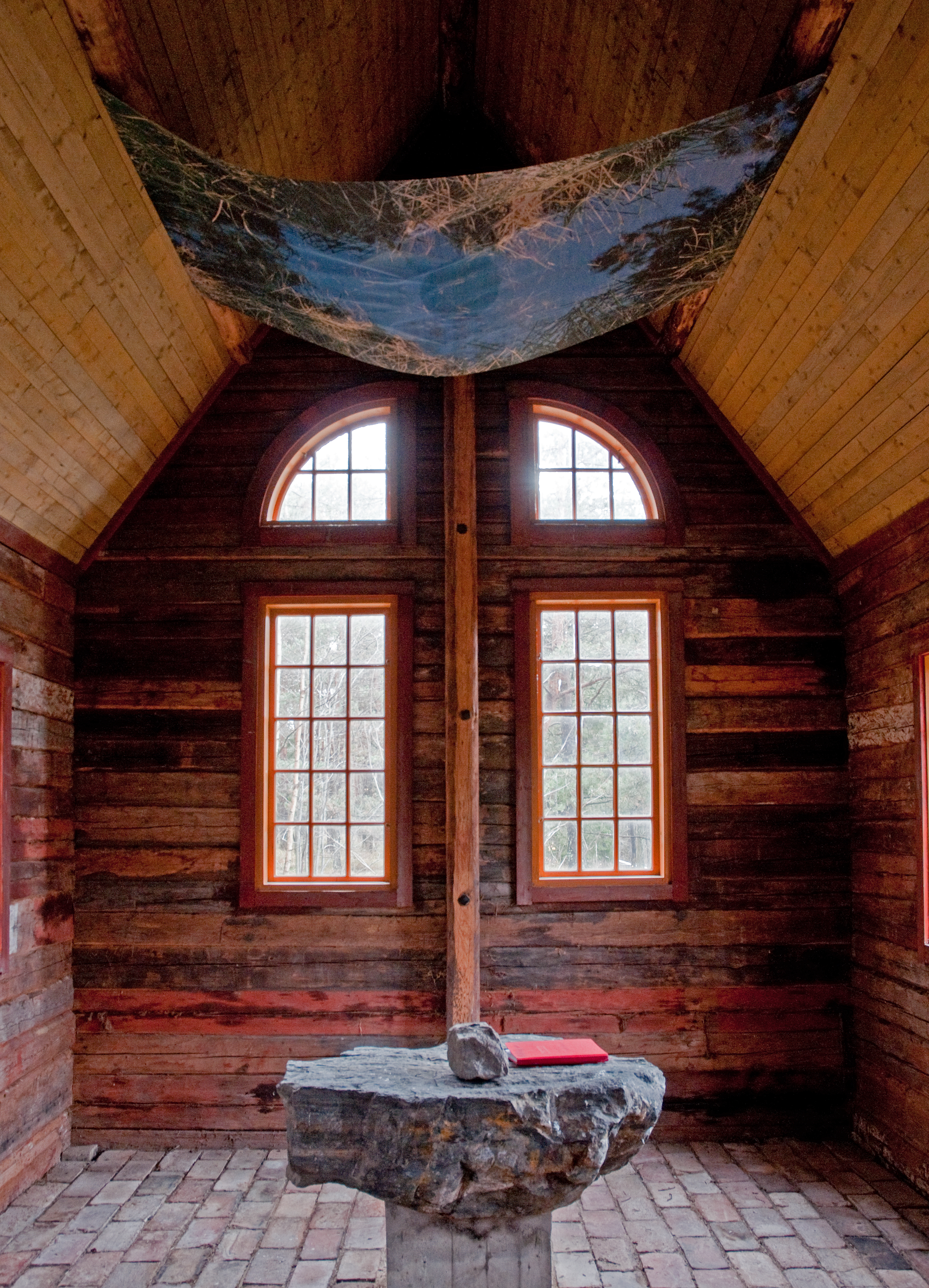
Interiör.